# علی پرهیزی
علی پرهیزی (فارسی: علی پرهیزی؛ زادهٔ ۲۹ مارس ۱۹۸۳) بازیکن فوتبال است.